# Liste des matchs de l'équipe du Kirghizistan de football par adversaire
Cette liste présente les matchs de l'équipe du Kirghizistan de football par adversaire rencontré.
- Haut – A
- B
- C
- D
- E
- F
- G
- H
- I
- J
- K
- L
- M
- N
- O
- P
- Q
- R
- S
- T
- U
- V
- W
- X
- Y
- Z

## A

### Afghanistan

#### Confrontations
Confrontations entre l'Afghanistan et le Kirghizistan :
|   | Date          | Lieu      | Match                      | Score | Compétition                                                  |
| - | ------------- | --------- | -------------------------- | ----- | ------------------------------------------------------------ |
| 1 | 16 mars 2003  | Katmandou | Kirghizistan - Afghanistan | 1-2   | Tour préliminaire à la Coupe d'Asie des nations 2004 (gr. C) |
| 2 | 7 mai 2008    | Bichkek   | Kirghizistan - Afghanistan | 0-1   | AFC Challenge Cup 2008 (gr. C)                               |
| 3 | 13 avril 2014 | Dubai     | Afghanistan - Kirghizistan | 0-0   | Match amical                                                 |
| 4 | 12 mai 2014   | Koweït    | Afghanistan - Kirghizistan | 1-0   | Match amical                                                 |

#### Bilan
Au 3 avril 2019 :
- Total de matchs disputés : 4
- Victoires de l'Afghanistan : 3
- Matchs nuls : 1
- Victoires du Kirghizistan : 0
- Total de buts marqués par l'Afghanistan : 4
- Total de buts marqués par le Kirghizistan : 1

### Arabie saoudite

#### Confrontations
Confrontations entre l'Arabie saoudite et le Kirghizistan :
|   | Date            | Lieu  | Match                          | Score | Compétition                                                  |
| - | --------------- | ----- | ------------------------------ | ----- | ------------------------------------------------------------ |
| 1 | 24 janvier 1996 | Riyad | Arabie saoudite - Kirghizistan | 3-0   | Tour préliminaire à la Coupe d'Asie des nations 1996 (gr. 9) |
| 2 | 31 janvier 1996 | Riyad | Arabie saoudite - Kirghizistan | 2-0   | Tour préliminaire à la Coupe d'Asie des nations 1996 (gr. 9) |

#### Bilan
Au 3 avril 2019 :
- Total de matchs disputés : 2
- Victoires de l'Arabie saoudite : 2
- Matchs nuls : 0
- Victoires du Kirghizistan : 0
- Total de buts marqués par l'Arabie saoudite : 5
- Total de buts marqués par le Kirghizistan : 0

### Australie

#### Confrontations
Confrontations entre l'Australie et le Kirghizistan :
|   | Date             | Lieu     | Match                    | Score | Compétition                                       |
| - | ---------------- | -------- | ------------------------ | ----- | ------------------------------------------------- |
| 1 | 16 mai 2015      | Bichkek  | Kirghizistan - Australie | 1-2   | Éliminatoires de la Coupe d'Asie des nations 2019 |
| 2 | 12 novembre 2015 | Canberra | Australie - Kirghizistan | 3-0   | Éliminatoires de la Coupe d'Asie des nations 2019 |

#### Bilan
Au 3 avril 2019 :
- Total de matchs disputés : 2
- Victoires de l'Australie : 2
- Matchs nuls : 0
- Victoires du Kirghizistan : 0
- Total de buts marqués par l'Australie : 5
- Total de buts marqués par le Kirghizistan : 1

### Azerbaïdjan

#### Confrontations
Confrontations entre l'Azerbaïdjan et le Kirghizistan :
|   | Date             | Lieu     | Match                      | Score | Compétition    |
| - | ---------------- | -------- | -------------------------- | ----- | -------------- |
| 1 | 7 juin 1993      | Téhéran  | Azerbaïdjan - Kirghizistan | 3-2   | Match amical   |
| 2 | 11 mars 2007     | Chimkent | Azerbaïdjan - Kirghizistan | 1-0   | Tournoi amical |
| 3 | 19 novembre 2013 | Bichkek  | Kirghizistan - Azerbaïdjan | 0-0   | Match amical   |
| 4 | 29 mai 2018      | Bakou    | Azerbaïdjan - Kirghizistan | 3-0   | Match amical   |

#### Bilan
Au 3 avril 2019 :
- Total de matchs disputés : 4
- Victoires de l'Azerbaïdjan : 3
- Matchs nuls : 1
- Victoires du Kirghizistan : 0
- Total de buts marqués par l'Azerbaïdjan : 7
- Total de buts marqués par le Kirghizistan : 2

## B

### Bahreïn

#### Confrontations
Confrontations entre Bahreïn et le Kirghizistan :
|   | Date             | Lieu      | Match                  | Score | Compétition                                                        |
| - | ---------------- | --------- | ---------------------- | ----- | ------------------------------------------------------------------ |
| 1 | 6 février 2001   | Singapour | Bahreïn - Kirghizistan | 1-0   | Tour préliminaire à la Coupe du monde 2002 (zone Asie, 1er tour)   |
| 2 | 21 février 2001  | Koweït    | Bahreïn - Kirghizistan | 2-1   | Tour préliminaire à la Coupe du monde 2002 (zone Asie, 1er tour)   |
| 3 | 9 juin 2004      | Muharraq  | Bahreïn - Kirghizistan | 5-0   | Phase qualificative de la Coupe du monde 2006 (zone Asie, 2e tour) |
| 4 | 8 septembre 2004 | Bichkek   | Kirghizistan - Bahreïn | 1-2   | Phase qualificative de la Coupe du monde 2006 (zone Asie, 2e tour) |
| 5 | 7 juin 2013      | Riffa     | Bahreïn - Kirghizistan | 1-3   | Match amical                                                       |
| 6 | 15 novembre 2016 | Riffa     | Bahreïn - Kirghizistan | 0-0   | Match amical                                                       |
| 7 | 16 novembre 2021 | Riffa     | Bahreïn - Kirghizistan | 4-2   | Match amical                                                       |

#### Bilan
Au 19 décembre 2022 :
- Total de matchs disputés : 7
- Victoires de Bahreïn : 5
- Matchs nuls : 1
- Victoires du Kirghizistan : 1
- Total de buts marqués par Bahreïn : 15
- Total de buts marqués par le Kirghizistan : 7

### Bangladesh

#### Confrontations
Confrontations entre le Bangladesh et le Kirghizistan :
|   | Date            | Lieu    | Match                     | Score | Compétition                                       |
| - | --------------- | ------- | ------------------------- | ----- | ------------------------------------------------- |
| 1 | 24 août 2007    | Delhi   | Bangladesh - Kirghizistan | 0-3   | Coupe Nehru 2007 (1er tour)                       |
| 2 | 9 mai 2008      | Bichkek | Kirghizistan - Bangladesh | 2-1   | AFC Challenge Cup 2008 (gr. C)                    |
| 3 | 11 juin 2015    | Dacca   | Bangladesh - Kirghizistan | 1-3   | Éliminatoires de la Coupe d'Asie des nations 2019 |
| 4 | 13 octobre 2015 | Bichkek | Kirghizistan - Bangladesh | 2-0   | Éliminatoires de la Coupe d'Asie des nations 2019 |

#### Bilan
Au 3 avril 2019 :
- Total de matchs disputés : 4
- Victoires du Bangladesh : 0
- Matchs nuls : 0
- Victoires du Kirghizistan : 4
- Total de buts marqués par le Bangladesh : 2
- Total de buts marqués par le Kirghizistan : 10

### Biélorussie

#### Confrontations
Confrontations entre la Biélorussie et le Kirghizistan :
|   | Date             | Lieu     | Match                      | Score | Compétition  |
| - | ---------------- | -------- | -------------------------- | ----- | ------------ |
| 1 | 6 septembre 2013 | Baryssaw | Biélorussie - Kirghizistan | 3-1   | Match amical |

#### Bilan
Au 3 avril 2019 :
- Total de matchs disputés : 1
- Victoires de la Biélorussie : 1
- Matchs nuls : 0
- Victoires du Kirghizistan : 0
- Total de buts marqués par la Biélorussie : 3
- Total de buts marqués par le Kirghizistan : 1

### Birmanie

#### Confrontations
Confrontations entre la Birmanie et le Kirghizistan :
|   | Date            | Lieu    | Match                   | Score | Compétition                                                         |
| - | --------------- | ------- | ----------------------- | ----- | ------------------------------------------------------------------- |
| 1 | 23 mai 2014     | Addu    | Kirghizistan - Birmanie | 1-0   | AFC Challenge Cup 2014 (gr. A)                                      |
| 2 | 10 octobre 2017 | Rangoun | Birmanie - Kirghizistan | 2-2   | Éliminatoires de la Coupe d'Asie des nations 2019                   |
| 3 | 23 mars 2018    | Incheon | Kirghizistan - Birmanie | 5-1   | Éliminatoires de la Coupe d'Asie des nations 2019                   |
| 4 | 10 octobre 2019 | Bichkek | Kirghizistan - Birmanie | 7-0   | Éliminatoires de la Coupe d'Asie des nations 2023 (2e tour - gr. F) |
|   | 31 mars 2020    |         | Birmanie - Kirghizistan |       | Éliminatoires de la Coupe d'Asie des nations 2023 (2e tour - gr. F) |

#### Bilan
Au 22 novembre 2019 :
- Total de matchs disputés : 4
- Victoires de la Birmanie : 0
- Matchs nuls : 1
- Victoires du Kirghizistan : 3
- Total de buts marqués par la Birmanie : 3
- Total de buts marqués par le Kirghizistan : 15

### Brunei

#### Confrontations
Confrontations entre Brunei et le Kirghizistan :
|   | Date            | Lieu       | Match                 | Score | Compétition  |
| - | --------------- | ---------- | --------------------- | ----- | ------------ |
| 1 | 4 décembre 2017 | Banda Aceh | Brunei - Kirghizistan | 0-4   | Match amical |

#### Bilan
Au 1er avril 2019 :
- Total de matchs disputés : 1
- Victoires de Brunei : 0
- Matchs nuls : 0
- Victoires du Kirghizistan : 1
- Total de buts marqués par Brunei : 0
- Total de buts marqués par le Kirghizistan : 4

## C

### Cambodge

#### Confrontations
Confrontations entre le Cambodge et le Kirghizistan :
|   | Date         | Lieu  | Match                   | Score | Compétition                                    |
| - | ------------ | ----- | ----------------------- | ----- | ---------------------------------------------- |
| 1 | 19 août 2007 | Delhi | Kirghizistan - Cambodge | 4-3   | Coupe Nehru 2007 (1er tour)                    |
| 2 | 25 mars 2011 | Malé  | Cambodge - Kirghizistan | 3-4   | AFC Challenge Cup 2012 (qualification - gr. C) |

#### Bilan
Au 3 avril 2019 :
- Total de matchs disputés : 2
- Victoires du Cambodge : 0
- Matchs nuls : 0
- Victoires du Kirghizistan : 2
- Total de buts marqués par le Cambodge : 6
- Total de buts marqués par le Kirghizistan : 8

### Chine

#### Confrontations
Confrontations entre la Chine et le Kirghizistan :
|   | Date             | Lieu     | Match                | Score | Compétition                           |
| - | ---------------- | -------- | -------------------- | ----- | ------------------------------------- |
| 1 | 25 juillet 2009  | Tianjin  | Chine - Kirghizistan | 3-0   | Match amical                          |
| 2 | 13 décembre 2014 | Shenzhen | Chine - Kirghizistan | 4-0   | Match amical                          |
| 3 | 17 décembre 2014 | Shenzhen | Chine - Kirghizistan | 2-0   | Match amical                          |
| 4 | 7 janvier 2019   | Al-Aïn   | Chine - Kirghizistan | 2-1   | Coupe d'Asie des nations 2019 (gr. C) |

#### Bilan
Au 3 avril 2019 :
- Total de matchs disputés : 4
- Victoires de la Chine : 4
- Matchs nuls : 0
- Victoires du Kirghizistan : 0
- Total de buts marqués par la Chine : 11
- Total de buts marqués par le Kirghizistan : 1

### Corée du Nord

#### Confrontations
Confrontations entre la Corée du Nord et le Kirghizistan :
|   | Date            | Lieu    | Match                        | Score | Compétition                    |
| - | --------------- | ------- | ---------------------------- | ----- | ------------------------------ |
| 1 | 19 février 2010 | Colombo | Corée du Nord - Kirghizistan | 4-0   | AFC Challenge Cup 2010 (gr. B) |

#### Bilan
Au 3 avril 2019 :
- Total de matchs disputés : 1
- Victoires de la Corée du Nord : 1
- Matchs nuls : 0
- Victoires du Kirghizistan : 0
- Total de buts marqués par la Corée du Nord : 4
- Total de buts marqués par le Kirghizistan : 0

### Corée du Sud

#### Confrontations
Confrontations entre la Corée du Sud et le Kirghizistan :
|   | Date            | Lieu   | Match                       | Score | Compétition                           |
| - | --------------- | ------ | --------------------------- | ----- | ------------------------------------- |
| 1 | 11 janvier 2019 | Al-Aïn | Corée du Sud - Kirghizistan | 1-0   | Coupe d'Asie des nations 2019 (gr. C) |

#### Bilan
Au 3 avril 2019 :
- Total de matchs disputés : 1
- Victoires de la Corée du Sud : 1
- Matchs nuls : 0
- Victoires du Kirghizistan : 0
- Total de buts marqués par la Corée du Sud : 1
- Total de buts marqués par le Kirghizistan : 0

## E

### Émirats arabes unis

#### Confrontations
Confrontations entre les Émirats arabes unis et le Kirghizistan :
|   | Date            | Lieu      | Match                              | Score    | Compétition                                   |
| - | --------------- | --------- | ---------------------------------- | -------- | --------------------------------------------- |
| 1 | 21 janvier 2019 | Abou Dabi | Émirats arabes unis - Kirghizistan | 3-2 (ap) | Coupe d'Asie des nations 2019 (1/8 de finale) |

#### Bilan
Au 3 avril 2019 :
- Total de matchs disputés : 1
- Victoires des Émirats arabes unis : 1
- Matchs nuls : 0
- Victoires du Kirghizistan : 0
- Total de buts marqués par les Émirats arabes unis : 3
- Total de buts marqués par le Kirghizistan : 2

### Estonie

#### Confrontations
Confrontations entre l'Estonie et le Kirghizistan :
|   | Date             | Lieu       | Match                  | Score | Compétition  |
| - | ---------------- | ---------- | ---------------------- | ----- | ------------ |
| 1 | 15 novembre 2000 | Kuressaare | Estonie - Kirghizistan | 1-0   | Match amical |
| 2 | 11 juin 2013     | Tallinn    | Estonie - Kirghizistan | 1-1   | Match amical |

#### Bilan
Au 3 avril 2019 :
- Total de matchs disputés : 2
- Victoires de l'Estonie : 1
- Matchs nuls : 1
- Victoires du Kirghizistan : 0
- Total de buts marqués par l'Estonie : 2
- Total de buts marqués par le Kirghizistan : 1

## I

### Inde

#### Confrontations
Confrontations entre l'Inde et le Kirghizistan :
|   | Date         | Lieu      | Match               | Score | Compétition                                       |
| - | ------------ | --------- | ------------------- | ----- | ------------------------------------------------- |
| 1 | 26 août 2007 | Delhi     | Inde - Kirghizistan | 3-0   | Coupe Nehru 2007 (1er tour)                       |
| 2 | 23 août 2009 | Delhi     | Inde - Kirghizistan | 2-1   | Coupe Nehru 2009 (1er tour)                       |
| 3 | 13 juin 2017 | Bangalore | Inde - Kirghizistan | 1-0   | Éliminatoires de la Coupe d'Asie des nations 2019 |
| 4 | 27 mars 2018 | Bichkek   | Kirghizistan - Inde | 2-1   | Éliminatoires de la Coupe d'Asie des nations 2019 |

#### Bilan
Au 3 avril 2019 :
- Total de matchs disputés : 4
- Victoires de l'Inde : 3
- Matchs nuls : 0
- Victoires du Kirghizistan : 1
- Total de buts marqués par l'Inde : 8
- Total de buts marqués par le Kirghizistan : 5

### Indonésie

#### Confrontations
Confrontations entre l'Indonésie et le Kirghizistan :
|   | Date              | Lieu       | Match                    | Score | Compétition  |
| - | ----------------- | ---------- | ------------------------ | ----- | ------------ |
| 1 | 1er novembre 2013 | Jakarta    | Indonésie - Kirghizistan | 4-0   | Match amical |
| 2 | 6 décembre 2017   | Banda Aceh | Indonésie - Kirghizistan | 0-1   | Match amical |

#### Bilan
Au 3 avril 2019 :
- Total de matchs disputés : 2
- Victoires de l'Indonésie : 1
- Matchs nuls : 0
- Victoires du Kirghizistan : 1
- Total de buts marqués par l'Indonésie : 4
- Total de buts marqués par le Kirghizistan : 1

### Irak

#### Confrontations
Confrontations entre l'Irak et le Kirghizistan :
|   | Date        | Lieu      | Match               | Score | Compétition                                                  |
| - | ----------- | --------- | ------------------- | ----- | ------------------------------------------------------------ |
| 1 | 7 août 1999 | Douchanbé | Irak - Kirghizistan | 5-1   | Tour préliminaire à la Coupe d'Asie des nations 2000 (gr. 1) |
| 2 | 27 mai 2000 | Amman     | Kirghizistan - Irak | 0-4   | Championnat d'Asie de l'Ouest 2000 (gr. B)                   |

#### Bilan
Au 3 avril 2019 :
- Total de matchs disputés : 2
- Victoires de l'Irak : 2
- Matchs nuls : 0
- Victoires du Kirghizistan : 0
- Total de buts marqués par l'Irak : 9
- Total de buts marqués par le Kirghizistan : 1

### Iran

#### Confrontations
Confrontations entre l'Iran et le Kirghizistan :
|   | Date        | Lieu    | Match               | Score | Compétition                                                      |
| - | ----------- | ------- | ------------------- | ----- | ---------------------------------------------------------------- |
| 1 | 4 juin 1997 | Damas   | Kirghizistan - Iran | 0-7   | Tour préliminaire à la Coupe du monde 1998 (zone Asie, 1er tour) |
| 2 | 9 juin 1997 | Téhéran | Iran - Kirghizistan | 3-1   | Tour préliminaire à la Coupe du monde 1998 (zone Asie, 1er tour) |
| 3 | 7 juin 2016 | Karaj   | Iran - Kirghizistan | 6-0   | Match amical                                                     |

#### Bilan
Au 3 avril 2019 :
- Total de matchs disputés : 3
- Victoires de l'Iran : 3
- Matchs nuls : 0
- Victoires du Kirghizistan : 0
- Total de buts marqués par l'Iran : 16
- Total de buts marqués par le Kirghizistan : 1

## J

### Japon

#### Confrontations
Confrontations entre le Japon et le Kirghizistan :
|   | Date             | Lieu    | Match                | Score | Compétition                                                         |
| - | ---------------- | ------- | -------------------- | ----- | ------------------------------------------------------------------- |
| 1 | 20 novembre 2018 | Toyota  | Japon - Kirghizistan | 4-0   | Match amical                                                        |
| 2 | 14 novembre 2019 | Bichkek | Kirghizistan - Japon | 0-2   | Éliminatoires de la Coupe d'Asie des nations 2023 (2e tour - gr. F) |
|   | 9 juin 2020      |         | Japon - Kirghizistan |       | Éliminatoires de la Coupe d'Asie des nations 2023 (2e tour - gr. F) |

#### Bilan
Au 22 novembre 2019 :
- Total de matchs disputés : 2
- Victoires du Japon : 2
- Matchs nuls : 0
- Victoires du Kirghizistan : 0
- Total de buts marqués par le Japon : 6
- Total de buts marqués par le Kirghizistan : 0

### Jordanie

#### Confrontations
Confrontations entre la Jordanie et le Kirghizistan :
|   | Date             | Lieu    | Match                   | Score           | Compétition                                                   |
| - | ---------------- | ------- | ----------------------- | --------------- | ------------------------------------------------------------- |
| 1 | 23 mai 2000      | Amman   | Jordanie - Kirghizistan | 2-0             | Championnat d'Asie de l'Ouest 2000 (gr. B)                    |
| 2 | 18 octobre 2007  | Bichkek | Kirghizistan - Jordanie | 2-0             | Éliminatoires de la Coupe du monde 2010 (zone Asie, 1er tour) |
| 3 | 28 octobre 2007  | Amman   | Jordanie - Kirghizistan | 2-0 (tab : 6-5) | Éliminatoires de la Coupe du monde 2010 (zone Asie, 1er tour) |
| 4 | 3 septembre 2015 | Irbid   | Jordanie - Kirghizistan | 0-0             | Éliminatoires de la Coupe d'Asie des nations 2019             |
| 5 | 17 novembre 2015 | Bichkek | Kirghizistan - Jordanie | 1-0             | Éliminatoires de la Coupe d'Asie des nations 2019             |
| 6 | 20 décembre 2018 | Doha    | Jordanie - Kirghizistan | 0-1             | Match amical                                                  |

#### Bilan
Au 3 avril 2019 :
- Total de matchs disputés : 6
- Victoires de la Jordanie : 2
- Matchs nuls : 1
- Victoires du Kirghizistan : 3
- Total de buts marqués par la Jordanie : 4
- Total de buts marqués par le Kirghizistan : 4

## K

### Kazakhstan

#### Confrontations
Confrontations entre le Kazakhstan et le Kirghizistan :
|   | Date              | Lieu      | Match                     | Score | Compétition  |
| - | ----------------- | --------- | ------------------------- | ----- | ------------ |
| 1 | 26 septembre 1992 | Bichkek   | Kirghizistan - Kazakhstan | 1-1   | Match amical |
| 2 | 25 octobre 1992   | Kyzylorda | Kazakhstan - Kirghizistan | 2-0   | Match amical |
| 3 | 17 avril 1994     | Tachkent  | Kirghizistan - Kazakhstan | 0-0   | Match amical |
| 4 | 5 juillet 2006    | Almaty    | Kazakhstan - Kirghizistan | 1-0   | Match amical |
| 5 | 8 mars 2007       | Astana    | Kazakhstan - Kirghizistan | 2-0   | Match amical |
| 6 | 1er juin 2012     | Almaty    | Kazakhstan - Kirghizistan | 5-2   | Match amical |
| 7 | 5 septembre 2014  | Astana    | Kazakhstan - Kirghizistan | 7-1   | Match amical |
| 8 | 30 août 2016      | Bichkek   | Kirghizistan - Kazakhstan | 2-0   | Match amical |

#### Bilan
Au 3 avril 2019 :
- Total de matchs disputés : 8
- Victoires du Kazakhstan : 5
- Matchs nuls : 2
- Victoires du Kirghizistan : 1
- Total de buts marqués par le Kazakhstan : 18
- Total de buts marqués par le Kirghizistan : 6

### Koweït

#### Confrontations
Confrontations entre le Koweït et le Kirghizistan :
|   | Date             | Lieu      | Match                 | Score | Compétition                                                      |
| - | ---------------- | --------- | --------------------- | ----- | ---------------------------------------------------------------- |
| 1 | 9 février 2001   | Singapour | Koweït - Kirghizistan | 3-0   | Tour préliminaire à la Coupe du monde 2002 (zone Asie, 1er tour) |
| 2 | 24 février 2001  | Koweït    | Koweït - Kirghizistan | 2-0   | Tour préliminaire à la Coupe du monde 2002 (zone Asie, 1er tour) |
| 3 | 10 novembre 2004 | Koweït    | Koweït - Kirghizistan | 3-0   | Match amical                                                     |
| 4 | 16 mai 2014      | Koweït    | Koweït - Kirghizistan | 2-2   | Match amical                                                     |

#### Bilan
Au 3 avril 2019 :
- Total de matchs disputés : 4
- Victoires du Koweït : 3
- Matchs nuls : 1
- Victoires du Kirghizistan : 0
- Total de buts marqués par le Koweït : 10
- Total de buts marqués par le Kirghizistan : 2

## L

### Liban

#### Confrontations
Confrontations entre le Liban et le Kirghizistan :
|   | Date           | Lieu    | Match                | Score | Compétition                                |
| - | -------------- | ------- | -------------------- | ----- | ------------------------------------------ |
| 1 | 23 mai 2000    | Amman   | Liban - Kirghizistan | 2-0   | Championnat d'Asie de l'Ouest 2000 (gr. B) |
| 2 | 25 août 2009   | Delhi   | Kirghizistan - Liban | 1-1   | Coupe Nehru 2009 (1er tour)                |
| 3 | 6 octobre 2016 | Bichkek | Kirghizistan - Liban | 0-0   | Match amical                               |

#### Bilan
Au 3 avril 2019 :
- Total de matchs disputés : 3
- Victoires du Liban : 1
- Matchs nuls : 2
- Victoires du Kirghizistan : 0
- Total de buts marqués par le Liban : 3
- Total de buts marqués par le Kirghizistan : 1

## M

### Macao

#### Confrontations
Confrontations entre Macao et le Kirghizistan :
|   | Date             | Lieu    | Match                | Score | Compétition                                       |
| - | ---------------- | ------- | -------------------- | ----- | ------------------------------------------------- |
| 1 | 7 avril 2006     | Dacca   | Kirghizistan - Macao | 2-0   | AFC Challenge Cup 2006 (gr. D)                    |
| 2 | 17 mars 2013     | Bichkek | Kirghizistan - Macao | 1-0   | AFC Challenge Cup 2014 (qualification - gr. B)    |
| 3 | 28 mars 2017     | Bichkek | Kirghizistan - Macao | 1-0   | Éliminatoires de la Coupe d'Asie des nations 2019 |
| 4 | 14 novembre 2017 | Macao   | Macao - Kirghizistan | 3-4   | Éliminatoires de la Coupe d'Asie des nations 2019 |

#### Bilan
Au 3 avril 2019 :
- Total de matchs disputés : 4
- Victoires de Macao : 0
- Matchs nuls : 0
- Victoires du Kirghizistan : 4
- Total de buts marqués par Macao : 3
- Total de buts marqués par le Kirghizistan : 8

### Malaisie

#### Confrontations
Confrontations entre la Malaisie et le Kirghizistan :
|   | Date            | Lieu    | Match                   | Score | Compétition  |
| - | --------------- | ------- | ----------------------- | ----- | ------------ |
| 1 | 16 octobre 2018 | Malacca | Malaisie - Kirghizistan | 0-1   | Match amical |

#### Bilan
Au 3 avril 2019 :
- Total de matchs disputés : 1
- Victoires de la Malaisie : 0
- Matchs nuls : 0
- Victoires du Kirghizistan : 1
- Total de buts marqués par la Malaisie : 0
- Total de buts marqués par le Kirghizistan : 1

### Maldives

#### Confrontations
Confrontations entre les Maldives et le Kirghizistan :
|   | Date         | Lieu    | Match                   | Score | Compétition                                                      |
| - | ------------ | ------- | ----------------------- | ----- | ---------------------------------------------------------------- |
| 1 | 6 juin 1997  | Damas   | Kirghizistan - Maldives | 3-0   | Tour préliminaire à la Coupe du monde 1998 (zone Asie, 1er tour) |
| 2 | 13 juin 1997 | Téhéran | Maldives - Kirghizistan | 0-6   | Tour préliminaire à la Coupe du monde 1998 (zone Asie, 1er tour) |
| 3 | 23 mars 2011 | Malé    | Maldives - Kirghizistan | 2-1   | AFC Challenge Cup 2012 (qualification - gr. C)                   |
| 4 | 21 mai 2014  | Malé    | Maldives - Kirghizistan | 2-0   | AFC Challenge Cup 2014 (gr. A)                                   |

#### Bilan
Au 3 avril 2019 :
- Total de matchs disputés : 4
- Victoires des Maldives : 2
- Matchs nuls : 0
- Victoires du Kirghizistan : 2
- Total de buts marqués par les Maldives : 4
- Total de buts marqués par le Kirghizistan : 10

### Moldavie

#### Confrontations
Confrontations entre la Moldavie et le Kirghizistan :
|   | Date         | Lieu     | Match                   | Score | Compétition  |
| - | ------------ | -------- | ----------------------- | ----- | ------------ |
| 1 | 14 juin 2013 | Tiraspol | Moldavie - Kirghizistan | 2-1   | Match amical |

#### Bilan
Au 3 avril 2019 :
- Total de matchs disputés : 1
- Victoires de la Moldavie : 1
- Matchs nuls : 0
- Victoires du Kirghizistan : 0
- Total de buts marqués par la Moldavie : 2
- Total de buts marqués par le Kirghizistan : 1

### Mongolie

#### Confrontations
Confrontations entre la Mongolie et le Kirghizistan :
|   | Date            | Lieu        | Match                   | Score | Compétition                                                         |
| - | --------------- | ----------- | ----------------------- | ----- | ------------------------------------------------------------------- |
| 1 | 15 octobre 2019 | Oulan-Bator | Mongolie - Kirghizistan | 1-2   | Éliminatoires de la Coupe d'Asie des nations 2023 (2e tour - gr. F) |
|   | 4 juin 2020     |             | Kirghizistan - Mongolie |       | Éliminatoires de la Coupe d'Asie des nations 2023 (2e tour - gr. F) |

#### Bilan
Au 22 novembre 2019 :
- Total de matchs disputés : 1
- Victoires de la Mongolie : 0
- Matchs nuls : 0
- Victoires du Kirghizistan : 1
- Total de buts marqués par la Mongolie : 1
- Total de buts marqués par le Kirghizistan : 2

## N

### Népal

#### Confrontations
Confrontations entre le Népal et le Kirghizistan :
|   | Date         | Lieu      | Match                | Score | Compétition                                                  |
| - | ------------ | --------- | -------------------- | ----- | ------------------------------------------------------------ |
| 1 | 20 mars 2003 | Katmandou | Népal - Kirghizistan | 0-2   | Tour préliminaire à la Coupe d'Asie des nations 2004 (gr. C) |
| 2 | 28 mars 2009 | Katmandou | Népal - Kirghizistan | 1-1   | AFC Challenge Cup 2010 (qualification - gr. C)               |

#### Bilan
Au 3 avril 2019 :
- Total de matchs disputés : 2
- Victoires du Népal : 0
- Matchs nuls : 1
- Victoires du Kirghizistan : 1
- Total de buts marqués par le Népal : 1
- Total de buts marqués par le Kirghizistan : 3

## O

### Oman

#### Confrontations
Confrontations entre Oman et le Kirghizistan :
|   | Date          | Lieu      | Match               | Score | Compétition                                                  |
| - | ------------- | --------- | ------------------- | ----- | ------------------------------------------------------------ |
| 1 | 3 août 1999   | Douchanbé | Oman - Kirghizistan | 3-0   | Tour préliminaire à la Coupe d'Asie des nations 2000 (gr. 1) |
| 2 | 27 avril 2008 | Mascate   | Oman - Kirghizistan | 2-0   | Match amical                                                 |

#### Bilan
Au 3 avril 2019 :
- Total de matchs disputés : 2
- Victoires d'Oman : 2
- Matchs nuls : 0
- Victoires du Kirghizistan : 0
- Total de buts marqués par Oman : 5
- Total de buts marqués par le Kirghizistan : 0

### Ouzbékistan

#### Confrontations
Confrontations entre l'Ouzbékistan et le Kirghizistan :
|   | Date            | Lieu     | Match                      | Score | Compétition                                                   |
| - | --------------- | -------- | -------------------------- | ----- | ------------------------------------------------------------- |
| 1 | 23 août 1992    | Tachkent | Ouzbékistan - Kirghizistan | 3-0   | Match amical                                                  |
| 2 | 3 octobre 1992  | Bichkek  | Kirghizistan - Ouzbékistan | 2-6   | Match amical                                                  |
| 3 | 9 mars 2007     | Chimkent | Ouzbékistan - Kirghizistan | 6-0   | Match amical                                                  |
| 4 | 23 juillet 2011 | Tachkent | Ouzbékistan - Kirghizistan | 4-0   | Éliminatoires de la Coupe du monde 2014 : zone Asie (2e tour) |
| 5 | 28 juillet 2011 | Bichkek  | Kirghizistan - Ouzbékistan | 0-3   | Éliminatoires de la Coupe du monde 2014 : zone Asie (2e tour) |
| 6 | 9 novembre 2019 | Tachkent | Ouzbékistan - Kirghizistan | 3-1   | Match amical                                                  |

#### Bilan
Au 22 novembre 2019 :
- Total de matchs disputés : 6
- Victoires de l'Ouzbékistan : 6
- Matchs nuls : 0
- Victoires du Kirghizistan : 0
- Total de buts marqués par l'Ouzbékistan : 25
- Total de buts marqués par le Kirghizistan : 3

## P

### Pakistan

#### Confrontations
Confrontations entre le Pakistan et le Kirghizistan :
|   | Date             | Lieu    | Match                   | Score | Compétition                                                         |
| - | ---------------- | ------- | ----------------------- | ----- | ------------------------------------------------------------------- |
| 1 | 29 novembre 2003 | Karachi | Pakistan - Kirghizistan | 0-2   | Phase qualificative de la Coupe du monde 2006 (zone Asie, 1er tour) |
| 2 | 3 décembre 2003  | Bichkek | Kirghizistan - Pakistan | 4-0   | Phase qualificative de la Coupe du monde 2006 (zone Asie, 1er tour) |
| 3 | 2 avril 2006     | Dacca   | Pakistan - Kirghizistan | 1-0   | AFC Challenge Cup 2006 (gr. D)                                      |
| 4 | 19 mars 2013     | Bichkek | Kirghizistan - Pakistan | 1-0   | AFC Challenge Cup 2014 (qualification - gr. B)                      |

#### Bilan
Au 3 avril 2019 :
- Total de matchs disputés : 4
- Victoires du Pakistan : 1
- Matchs nuls : 0
- Victoires du Kirghizistan : 3
- Total de buts marqués par le Pakistan : 1
- Total de buts marqués par le Kirghizistan : 7

### Palestine

#### Confrontations
Confrontations entre la Palestine et le Kirghizistan :
|   | Date             | Lieu      | Match                    | Score | Compétition                                    |
| - | ---------------- | --------- | ------------------------ | ----- | ---------------------------------------------- |
| 1 | 9 avril 2006     | Dacca     | Palestine - Kirghizistan | 0-1   | AFC Challenge Cup 2006 (quart de finale)       |
| 2 | 30 mars 2009     | Katmandou | Kirghizistan - Palestine | 1-1   | AFC Challenge Cup 2010 (qualification - gr. C) |
| 3 | 19 mai 2014      | Malé      | Palestine - Kirghizistan | 1-0   | AFC Challenge Cup 2014 (gr. A)                 |
| 4 | 6 septembre 2018 | Bichkek   | Kirghizistan - Palestine | 1-1   | Match amical                                   |
| 5 | 31 décembre 2018 | Doha      | Palestine - Kirghizistan | 1-2   | Match amical                                   |
| 6 | 11 juin 2019     | Bichkek   | Kirghizistan - Palestine | 2-2   | Match amical                                   |

#### Bilan
Au 16 juin 2019 :
- Total de matchs disputés : 6
- Victoires de la Palestine : 1
- Matchs nuls : 3
- Victoires du Kirghizistan : 2
- Total de buts marqués par la Palestine : 6
- Total de buts marqués par le Kirghizistan : 7

### Philippines

#### Confrontations
Confrontations entre les Philippines et le Kirghizistan :
|   | Date             | Lieu    | Match                      | Score | Compétition                           |
| - | ---------------- | ------- | -------------------------- | ----- | ------------------------------------- |
| 1 | 6 septembre 2016 | Bichkek | Kirghizistan - Philippines | 1-2   | Match amical                          |
| 2 | 9 novembre 2016  | Bocaue  | Philippines - Kirghizistan | 1-0   | Match amical                          |
| 3 | 7 janvier 2019   | Dubaï   | Kirghizistan - Philippines | 3-1   | Coupe d'Asie des nations 2019 (gr. C) |

#### Bilan
Au 3 avril 2019 :
- Total de matchs disputés : 3
- Victoires des Philippines : 2
- Matchs nuls : 0
- Victoires du Kirghizistan : 1
- Total de buts marqués par les Philippines : 4
- Total de buts marqués par le Kirghizistan : 4

## Q

### Qatar

#### Confrontations
Confrontations entre le Qatar et le Kirghizistan :
|   | Date             | Lieu | Match                | Score | Compétition  |
| - | ---------------- | ---- | -------------------- | ----- | ------------ |
| 1 | 5 juin 2004      | Doha | Qatar - Kirghizistan | 0-0   | Match amical |
| 2 | 25 décembre 2018 | Doha | Qatar - Kirghizistan | 1-0   | Match amical |

#### Bilan
Au 3 avril 2019 :
- Total de matchs disputés : 2
- Victoires du Qatar: 1
- Matchs nuls : 1
- Victoires du Kirghizistan : 0
- Total de buts marqués par le Qatar : 1
- Total de buts marqués par le Kirghizistan : 0

## S

### Singapour

#### Confrontations
Confrontations entre Singapour et le Kirghizistan :
|   | Date            | Lieu      | Match                    | Score | Compétition                                                      |
| - | --------------- | --------- | ------------------------ | ----- | ---------------------------------------------------------------- |
| 1 | 3 février 2001  | Singapour | Singapour - Kirghizistan | 0-1   | Tour préliminaire à la Coupe du monde 2002 (zone Asie, 1er tour) |
| 2 | 27 février 2001 | Koweït    | Kirghizistan - Singapour | 1-1   | Tour préliminaire à la Coupe du monde 2002 (zone Asie, 1er tour) |

#### Bilan
Au 3 avril 2019 :
- Total de matchs disputés : 2
- Victoires de Singapour  : 0
- Matchs nuls : 1
- Victoires du Kirghizistan : 1
- Total de buts marqués par Singapour  : 1
- Total de buts marqués par le Kirghizistan : 2

### Sri Lanka

#### Confrontations
Confrontations entre le Sri Lanka et le Kirghizistan :
|   | Date         | Lieu  | Match                    | Score | Compétition                 |
| - | ------------ | ----- | ------------------------ | ----- | --------------------------- |
| 1 | 28 août 2009 | Delhi | Kirghizistan - Sri Lanka | 4-1   | Coupe Nehru 2009 (1er tour) |

#### Bilan
Au 3 avril 2019 :
- Total de matchs disputés : 3
- Victoires du Sri Lanka : 1
- Matchs nuls : 2
- Victoires du Kirghizistan : 0
- Total de buts marqués par le Sri Lanka : 3
- Total de buts marqués par le Kirghizistan : 1

### Syrie

#### Confrontations
Confrontations entre la Syrie et le Kirghizistan :
|   | Date              | Lieu    | Match                | Score | Compétition                                                         |
| - | ----------------- | ------- | -------------------- | ----- | ------------------------------------------------------------------- |
| 1 | 2 juin 1997       |         | Syrie - Kirghizistan | 3-0   | Tour préliminaire à la Coupe du monde 1998 (zone Asie, 1er tour)    |
| 2 | 11 juin 1997      | Téhéran | Kirghizistan - Syrie | 2-1   | Tour préliminaire à la Coupe du monde 1998 (zone Asie, 1er tour)    |
| 3 | 31 mars 2004      | Bichkek | Kirghizistan - Syrie | 1-1   | Phase qualificative de la Coupe du monde 2006 (zone Asie, 1er tour) |
| 4 | 17 novembre 2004  | Damas   | Syrie - Kirghizistan | 0-1   | Phase qualificative de la Coupe du monde 2006 (zone Asie, 1er tour) |
| 5 | 21 août 2007      | Delhi   | Syrie - Kirghizistan | 4-1   | Coupe Nehru 2007 (1er tour)                                         |
| 6 | 20 août 2009      | Delhi   | Syrie - Kirghizistan | 2-0   | Coupe Nehru 2009 (1er tour)                                         |
| 7 | 10 septembre 2018 | Bichkek | Kirghizistan - Syrie | 2-1   | Match amical                                                        |

#### Bilan
Au 3 avril 2019 :
- Total de matchs disputés : 7
- Victoires de la Syrie : 3
- Matchs nuls : 1
- Victoires du Kirghizistan : 3
- Total de buts marqués par la Syrie : 9
- Total de buts marqués par le Kirghizistan : 7

## T

### Tadjikistan

#### Confrontations
Confrontations entre le Tadjikistan et le Kirghizistan :
|    | Date             | Lieu      | Match                      | Score | Compétition                                                         |
| -- | ---------------- | --------- | -------------------------- | ----- | ------------------------------------------------------------------- |
| 1  | 8 juin 1993      | Téhéran   | Tadjikistan - Kirghizistan | 1-1   | Match amical                                                        |
| 2  | 15 avril 1994    | Tachkent  | Tadjikistan - Kirghizistan | 1-0   | Match amical                                                        |
| 3  | 5 août 1999      | Douchanbé | Tadjikistan - Kirghizistan | 3-2   | Tour préliminaire à la Coupe d'Asie des nations 2000 (gr. 1)        |
| 4  | 18 février 2004  | Bichkek   | Kirghizistan - Tadjikistan | 1-2   | Phase qualificative de la Coupe du monde 2006 (zone Asie, 1er tour) |
| 5  | 13 octobre 2004  | Douchanbé | Tadjikistan - Kirghizistan | 2-1   | Phase qualificative de la Coupe du monde 2006 (zone Asie, 1er tour) |
| 6  | 6 avril 2006     | Dacca     | Kirghizistan - Tadjikistan | 1-0   | AFC Challenge Cup 2006 (gr. D)                                      |
| 7  | 13 avril 2006    | Dacca     | Kirghizistan - Tadjikistan | 0-2   | AFC Challenge Cup 2006 (demi-finale)                                |
| 8  | 21 mars 2011     | Malé      | Tadjikistan - Kirghizistan | 1-0   | AFC Challenge Cup 2012 (qualification - gr. C)                      |
| 9  | 21 mars 2013     | Bichkek   | Kirghizistan - Tadjikistan | 1-0   | AFC Challenge Cup 2014 (qualification - gr. B)                      |
| 10 | 15 octobre 2013  | Bichkek   | Kirghizistan - Tadjikistan | 1-4   | Match amical                                                        |
| 11 | 8 octobre 2015   | Bichkek   | Kirghizistan - Tadjikistan | 2-2   | Éliminatoires de la Coupe d'Asie des nations 2019                   |
| 12 | 29 mars 2016     | Douchanbé | Tadjikistan - Kirghizistan | 0-1   | Éliminatoires de la Coupe d'Asie des nations 2019                   |
| 13 | 5 septembre 2019 | Douchanbé | Tadjikistan - Kirghizistan | 1-0   | Éliminatoires de la Coupe d'Asie des nations 2023 (2e tour - gr. F) |
| 14 | 19 novembre 2019 | Bichkek   | Kirghizistan - Tadjikistan | 1-1   | Éliminatoires de la Coupe d'Asie des nations 2023 (2e tour - gr. F) |

#### Bilan
Au 22 novembre 2019 :
- Total de matchs disputés : 14
- Victoires du Tadjikistan : 8
- Matchs nuls : 3
- Victoires du Kirghizistan : 3
- Total de buts marqués par le Tadjikistan : 20
- Total de buts marqués par le Kirghizistan : 12

### Thaïlande

#### Confrontations
Confrontations entre la Thaïlande et le Kirghizistan :
|   | Date            | Lieu    | Match                    | Score | Compétition  |
| - | --------------- | ------- | ------------------------ | ----- | ------------ |
| 1 | 30 janvier 2001 | Bangkok | Thaïlande - Kirghizistan | 3-1   | Match amical |

#### Bilan
Au 3 avril 2019 :
- Total de matchs disputés : 7
- Victoires de la Thaïlande : 3
- Matchs nuls : 1
- Victoires du Kirghizistan : 3
- Total de buts marqués par la Thaïlande : 9
- Total de buts marqués par le Kirghizistan : 7

### Turkménistan

#### Confrontations
Confrontations entre le Turkménistan et le Kirghizistan :
|   | Date            | Lieu     | Match                       | Score | Compétition                    |
| - | --------------- | -------- | --------------------------- | ----- | ------------------------------ |
| 1 | 14 octobre 1992 | Achgabat | Turkménistan - Kirghizistan | 4-0   | Match amical                   |
| 2 | 13 avril 1994   | Tachkent | Turkménistan - Kirghizistan | 5-1   | Match amical                   |
| 3 | 21 février 2010 | Colombo  | Turkménistan - Kirghizistan | 1-0   | AFC Challenge Cup 2010 (gr. B) |
| 4 | 11 octobre 2016 | Bichkek  | Kirghizistan - Turkménistan | 1-0   | Match amical                   |

#### Bilan
Au 3 avril 2019 :
- Total de matchs disputés : 4
- Victoires du Turkménistan : 3
- Matchs nuls : 0
- Victoires du Kirghizistan : 1
- Total de buts marqués par le Turkménistan : 10
- Total de buts marqués par le Kirghizistan : 2

## Y

### Yémen

#### Confrontations
Confrontations entre le Yémen et le Kirghizistan :
|   | Date            | Lieu  | Match                | Score | Compétition                                                  |
| - | --------------- | ----- | -------------------- | ----- | ------------------------------------------------------------ |
| 1 | 26 janvier 1996 | Riyad | Yémen - Kirghizistan | 1-0   | Tour préliminaire à la Coupe d'Asie des nations 1996 (gr. 9) |
| 2 | 2 février 1996  | Riyad | Kirghizistan - Yémen | 3-1   | Tour préliminaire à la Coupe d'Asie des nations 1996 (gr. 9) |

#### Bilan
Au 3 avril 2019 :
- Total de matchs disputés : 2
- Victoires du Yémen : 1
- Matchs nuls : 0
- Victoires du Kirghizistan : 1
- Total de buts marqués par le Yémen : 2
- Total de buts marqués par le Kirghizistan : 3